# 临洺关镇
临洺关镇或简称洺关镇，是中国河北省邯郸市永年区的一个建制镇，亦是永年区人民政府所在地。
得名于临洺关，临洺关因有洺河流过，故名。1958年，永年县人民政府由广府城迁移至此:60。
临洺关城内共有六道街，从北向南依次为北大街（北街）、北东街（小东街）、北西街（小西街）、东大街、西大街、南大街（南街）。永年一中就坐落在北东街。每道街每年都过会，次数不等。北东街一年一个会：正月二十八，有天坛庙。
特色小吃有驴肉香肠、灌掌、羊汤、芝麻盖儿烧饼、鸡蛋布袋儿等。
特色文化活动：每年正月十五元宵节，每道街都举办油蜡会和抬花桌。抬花桌是具有鲜明地方特色的民间文化活动，集民间工艺、抬舞、吹歌、锣鼓、秧歌等形式于一体。由于诸多原因，现在活动规模、影响已逐渐式微:279。
风俗: 订婚叫换书，结婚叫过事儿。

## 行政区划
现辖：
南街村、东街村、西街村、北街村、北东街村、北西街村、南滩头村、东滩头村、西滩头村、北段庄村、西段庄村、河北铺村、柴凹村、曲屯村、屯庄村、东洺阳村、西洺阳村、施庄村、苗庄村、岳庄村、裴坡庄村、北杜村、南杜村、苗屯村、北石口村、南石口村、申庄村、娄山村、西召庄村、中召庄村、东召庄村和七里店村。

## 交通
京广铁路在该镇设有临洺关站，但目前没有列车在该站办理客运。
- 京广铁路：临洺关站